# مارچلو باچرلی
مارچلو باچرلی (انگلیسی: Marcello Bacciarelli؛ ۱۶ فوریه ۱۷۳۱ – ۵ ژانویهٔ ۱۸۱۸) نقاش لهستان-ایتالیایی اواخر دوره‌های باروک و نوکلاسیسیسم بود. مارچلو در دوره ای در ورشو زندگی کرد و به دلیل توجه ویژه ای که پادشاه زمان به او داشت به مدیریت آکادمی هنرهای ورشو و چندین ساختمان پادشاهی دیگر درآمد.